# Roque Alfaro
Roque Raúl Alfaro (Nogoyá, Entre Ríos; 15 de agosto de 1956) es un exfutbolista y entrenador que tuvo su última experiencia en Club Deportivo Olimpia de la Liga Nacional de Fútbol de Honduras.
Se desempeñó como centrocampista, y su primer equipo fue el Newell's Old Boys, donde debutó en 1974.

## Trayectoria

### Futbolista
Raúl Roque Alfaro nació en 1956 en la ciudad de Nogoyá. Comenzó su carrera como futbolista en Newell's Old Boys de la ciudad de Rosario, donde se desempeñó en doble función mediocampista o como delantero.
Debutó en 1975 en primera división y se desempeñó en Newell's Old Boys hasta 1980. Luego fue transferido al Panathinaikos FC de Grecia, donde permaneció por solo 1 semestre.
En 1981 fichó para el América de Cali de Colombia, donde obtuvo dos títulos de la Liga Colombiana. En 1983 retornó a su Argentina natal para desempeñarse en River Plate. 
Allí obtuvo el Campeonato de Primera División 1985-86 y la Copa Libertadores 1986. También se consagraría ganador de la Copa Intercontinental 1986 y la Copa Interamericana 1987.
En 1987 regresó a Newell's Old Boys. Allí obtuvo el Campeonato de Primera División 1987-88, segundo título nacional de AFA del club. Aquel plantel es recordado no solo por el campeonato obtenido, sino también por haber estado conformado sólo con futbolistas provenientes exclusivamente del propio club, hecho único en el fútbol argentino, y pocas veces acontecido en el fútbol mundial.

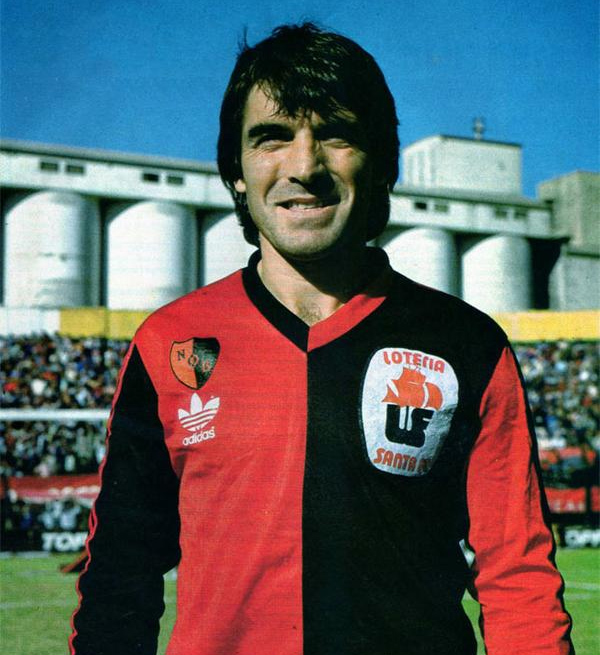
Alfaro en 1989, durante su segunda etapa en Newell's.

Integró también el plantel de Newell's Old Boys que disputó la Copa Libertadores 1988, alcanzando al instancia final frente a Nacional de Uruguay. Es el 4° goleador histórico de Newell's Old Boys con 73 anotaciones, y el 9° futbolista que más encuentros disputó en el club con 287 encuentros.
En 1990 sería traspasado a O'Higgins de Chile donde se consagraría como un ídolo y referente del equipo y donde finalmente culminaría su carrera como futbolista en 1992. En su paso por Rancagua anotó 14 goles.

#### Selección Argentina
A comienzos de 1976 fue parte del combinado argentino que obtuvo la medalla de bronce en el Torneo Preolímpico Sudamericano de 1976 en Recife, Brasil. Este equipo tuvo la particularidad de estar conformado en su totalidad por futbolistas de Newell's Old Boys, a pedido de César Luis Menotti, el por entonces entrenador del equipo nacional. 
Más de una década después volvió a integrar el representativo argentino que disputó el Torneo Preolímpico Sudamericano de 1987 en Bolivia, donde fueron subcampeones y consiguieron la clasificación a los Juegos Olímpicos de Seúl 1988.
Integró también la Selección Argentina que disputó la Copa América 1987, totalizando 5 encuentros. 

### Entrenador
Alfaro comenzó su carrera como entrenador en 1993 en Newell's Old Boys, en donde dirigió sólo 2 encuentros en forma interina. Posteriormente sería contratado por el O'Higgins de Chile, en 1996, donde fue despedido tras una campaña horrible, donde no logró salir de los puestos de descenso.
Entre 2000 y 2002 trabajó como ayudante de campo de su excompañero de Newell's Old Boys Américo Gallego. En ese período se consagrarían campeones del Torneo Clausura 2000 con River Plate y del Torneo Apertura 2002 con Independiente de Avellaneda.
En julio de 2003 fue director técnico al Centro Deportivo Olmedo de Ecuador, club con el cual logró el ascenso a la Serie A de Ecuador. Posteriormente llegarían The Strongest de Bolivia, Libertad de Paraguay y San Martín de San Juan de Argentina.
El 23 de septiembre de 2009 firma como técnico del Total Chalaco equipo peruano del puerto del Callao. El 24 de diciembre de dicho año, firma como técnico del San Martín de Mendoza en donde estuvo hasta noviembre de 2010.
En enero de 2011 firma para ser técnico del Club Alianza Atlético Sullana de Perú. En septiembre de 2011 se sienta en el banco para dirigir al Platense Fútbol Club de Honduras.
En julio de 2012 dirigió por poco tiempo el Club Atlético Uruguay de Entre Ríos antes de irse a Ecuador.
El 8 de octubre de 2012 es confirmado como nuevo entrenador de Centro Deportivo Olmedo de Ecuador, equipo con el cual pelea el fantasma del descenso, además de un grave crisis institucional.
En el 2013 estuvo dirigiendo a Talleres de Perico (Jujuy).
El martes 9 de diciembre de 2014 firmó su contrato con el Club Atlético Platense luego de tener un nuevo paso por Talleres de Perico en el Federal B, equipo en el cual renunció por no tener estímulo por parte de los jugadores y por eso informó su renuncia indeclinable. En el "Calamar" no será su primera experiencia ya que fue ayudante de campo de Carlos Picerni en el año 1997. El 12 de marzo de 2015 fue rescindido de Platense por malos resultados (3 puntos de 15), y al mando del club quedó su ayudante de campo, Pedro Bocca.
En 2016 fue contratado por el Deportivo Guastatoya de Guatemala.
En 2017 dirigió la Asociación Deportiva y Cultural de Crespo de Entre Ríos, que juega la Liga de Fútbol de Paraná Campaña. 

## Clubes

### Como futbolista
| Club              | País      | Año       |
| ----------------- | --------- | --------- |
| Newell's Old Boys | Argentina | 1974-1980 |
| Panathinaikos     | Grecia    | 1980-1982 |
| América de Cali   | Colombia  | 1982-1984 |
| River Plate       | Argentina | 1984-1987 |
| Newell's Old Boys | Argentina | 1987-1990 |
| O'Higgins         | Chile     | 1990-1992 |

### Como entrenador
| Club                          | País      | Año       |
| ----------------------------- | --------- | --------- |
| Quilmes A.C.                  | Argentina | 1995      |
| O'Higgins                     | Chile     | 1996      |
| Emelec                        | Ecuador   | 2000-2002 |
| The Strongest                 | Bolivia   | 2004      |
| Club Libertad                 | Paraguay  | 2005      |
| San Martín de San Juan        | Argentina | 2006      |
| CA Fénix                      | Uruguay   | 2007      |
| America FC                    | Brasil    | 2008-2009 |
| Total Chalaco                 | Perú      | 2009      |
| San Martín de Mendoza         | Argentina | 2010      |
| Club Alianza Atlético Sullana | Perú      | 2011      |
| Racing de Montevideo          | Uruguay   | 2011      |
| Platense Fútbol Club          | Honduras  | 2011-2012 |
| Club Atlético Uruguay         | Argentina | 2012      |
| Centro Deportivo Olmedo       | Ecuador   | 2012      |
| Talleres de Perico (Jujuy)    | Argentina | 2013      |
| CA Platense                   | Argentina | 2015      |
| Deportivo Guastatoya          | Guatemala | 2016      |

## Palmarés

### Como futbolista

#### Campeonatos nacionales
| Título           | Club              | País      | Año     |
| ---------------- | ----------------- | --------- | ------- |
| Primera División | América de Cali   | Colombia  | 1982    |
| Primera División | América de Cali   | Colombia  | 1983    |
| Primera División | River Plate       | Argentina | 1985-86 |
| Primera División | Newell's Old Boys | Argentina | 1987-88 |

#### Copas internacionales
| Título                | Club        | Sede         | Año  |
| --------------------- | ----------- | ------------ | ---- |
| Copa Libertadores     | River Plate | Buenos Aires | 1986 |
| Copa Intercontinental | River Plate | Tokio        | 1986 |
| Copa Interamericana   | River Plate | Buenos Aires | 1987 |

### Como entrenador
| Título  | Club   | País    | Año  |
| ------- | ------ | ------- | ---- |
| Serie B | Olmedo | Ecuador | 2003 |

(*) Ayudante de campo